# Ignorance (canción de Paramore)
«Ignorance» —en español: «Ignorancia»— es el primer sencillo del tercer álbum de estudio de la banda Paramore, Brand New Eyes. Hayley Williams y Josh Farro la compusieron, mientras que Rob Cavallo la produjo. Paramore la lanzó oficialmente el 7 de julio de 2009 en descarga digital a través de iTunes.
La canción tuvo un buen recibimiento por parte de los críticos, quienes aseguraron que es como «una emocionante huida hacía adelante» y «una versión más violenta de "Misery Business"». Por otro lado, también tuvo una buena recepción comercial alrededor del mundo. En Japón, alcanzó la posición número diez del conteo Japan Hot 100, convirtiéndose así en el sencillo mejor posicionado de la banda en dicho país, superando a «Decode», el cual había alcanzado la posición cincuenta y cuatro meses atrás, mientras que en los Estados Unidos alcanzó la posición número sesenta y siete en la lista Billboard Hot 100, así como también la posición número siete en Alternative Songs.

## Descripción
«Ignorance» es una canción de género rock alternativo con influencias del pop punk. Hayley Williams la compuso junto con Josh Farro, mientras que Rob Cavallo la produjo. De acuerdo con Hayley Williams, «Ignorance» habla acerca de lo que sentía al ser juzgada, señalada y traicionada por los demás miembros de la banda. Según la partitura publicada en Musicnotes, la canción tiene un tempo presto de 168 pulsaciones por minuto y está compuesta en la tonalidad si menor. El registro vocal de Hayley se extiende desde la nota si♯3 hasta la mi♯5.

## Recepción

### Comentarios de la crítica
Marc Hirsh del periódico estadounidense The Boston Globe, en su reseña de Brand New Eyes, comentó que «Ignorance» era como «una emocionante huida hacía adelante». Andrew Leahey de Allmusic, señaló que «Careful», «Ignorance» y «Playing God» eran las mejores canciones del disco. Scott Heisel de Alternative Press dijo que el tema era como «una versión más agresiva de "Misery Business"». Stephen Ackroyd de Rocklouder la calificó con tres puntos y medio de cinco, argumentando que «es una fusión entre la música melódica y el pop punk [...] voces aullando, un estribillo asesino y algunas guitarras crujiendo satisfactoriamente». Un crítico de la revista Rolling Stone comentó que «la pista, de ritmo violento, combina la insolencia de "Misery Business" con las notas oscuras de "Decode"».
Jon Canamanica, escritor del periódico The New York Times, describió el sonido de la canción como «una versión más fuerte de algún tema de No Doubt», y un cambio de ritmo en el estribillo que sugiere un toque de ska. Leonie Cooper, escribiendo para la revista NME, comentó que «por fortuna la rabia de la que hace gala Paramore recientemente no ha afectado su talento para hacer alegres canciones pop», a juzgar por la energética «Ignorance»; alegó que la canción era tan divertida «como una feria de atracciones», a pesar de tener cierto tono oscuro.

### Desempeño comercial
En los Estados Unidos, alcanzó la posición número sesenta y siete en la lista Billboard Hot 100, así como también la número siete en Alternative Songs. En el Reino Unido, llegó a la posición número catorce en la lista UK Singles Chart. Además, «Ignorance» alcanzó la posición número uno en la lista UK Rock, lista que aloja las canciones más vendidas del género rock en el Reino Unido. En Japón, alcanzó la posición número diez, convirtiéndose así en el sencillo mejor posicionado de la banda en dicho país, superando así a su sencillo anterior «Decode», el cual había alcanzado la posición cincuenta y cuatro meses atrás. En Oceanía, llegó a las posiciones número treinta y dos y treinta y cinco en las principales listas de éxitos de Nueva Zelanda y Australia, respectivamente.

## Vídeo musical
El vídeo fue dirigido por Honey y lanzado el 13 de agosto de 2009. El vídeo comienza con la puerta de un armario abriéndose lentamente. En seguida, se ve a todos los miembros de la banda dentro del armario, donde posteriormente comienzan a tocar la canción. Mientras avanza el vídeo, se observan escenas intercaladas que muestran a la vocalista de la banda con un foco señalando a los demás miembros de la banda y posando en una habitación llena de espejos. Finalmente, el vídeo termina con Hayley Williams amarrada dentro del armario.

## Posicionamiento en listas

### Semanales
| Alemania          | German Singles Chart      | 42 |
| Australia         | Australian Singles Chart  | 35 |
| Austria           | Austrian Singles Chart    | 17 |
| Bélgica (Valonia) | Ultratip                  | 10 |
| Estados Unidos    | Billboard Hot 100         | 67 |
| Estados Unidos    | Alternative Songs         | 7  |
| Estados Unidos    | Rock Songs                | 20 |
| Estados Unidos    | Hot Digital Songs         | 58 |
| Irlanda           | Irish Singles Chart       | 49 |
| Japón             | Japan Hot 100             | 10 |
| Nueva Zelanda     | New Zealand Singles Chart | 32 |
| Reino Unido       | UK Singles Chart          | 14 |
| Reino Unido       | UK Rock                   | 1  |
| Suiza             | Swiss Singles Chart       | 82 |
| Europa            | European Hot 100          | 34 |

### Certificaciones
| País           | Organismo Certificador | Unidades Certificadas | Certificación | Ref.   |
| -------------- | ---------------------- | --------------------- | ------------- | ------ |
| Estados Unidos | RIAA                   | 500 000               | Oro           | [ 29 ] |
| Reino Unido    | BPI                    | 200 000               | Plata         | [ 30 ] |

| Predecesor: «If Today Was Your Last Day» de Nickelback | UK Rock — Sencillo N° 1 20 de septiembre de 2009 - 11 de octubre de 2009 | Sucesor: «It's Not the End of the World, But I Can See It from Here» de Lostprophets |

## Premios y nominaciones
El sencillo «Ignorance» fue nominado en algunas ceremonias de premiación. A continuación, una pequeña lista con las candidaturas que obtuvo:
| Año  | Ceremonia de premiación | Premio             | Resultado | Ref.   |
| ---- | ----------------------- | ------------------ | --------- | ------ |
| 2010 | MTV Video Music Awards  | Mejor vídeo rock   | Nominado  | [ 31 ] |
| 2010 | Teen Choice Awards      | Mejor canción rock | Nominado  | [ 32 ] |

## Créditos y personal
- Hayley Williams: composición y voz.
- Rob Cavallo: producción.
- Josh Farro: composición, coros y guitarra.
- Zac Farro: batería.
- Jeremy Davis: bajo.
- Taylor York: guitarra rítmica.
- Chris Lord-Alge: mezclas.

Fuente: Discogs.